# WX310J
WX310Jはウィルコム向けに供給された日本無線製PHS（AIR-EDGE PHONE）端末である。

## 概要
ビジネスユーザーを意識して作られた端末であり、オフィス電話の子機として本機を利用できる自営2版に対応、カメラ持ち込み禁止の企業も存在する事からカメラ非搭載。反面、PHS端末としては初の指紋センサー搭載、ストレート型端末として初めてフルブラウザ(NetFront)を搭載、Java(MIDP2.0)にも対応など、冒険的な端末であるとも言える。
また、基本的なUIはWX310SAと同一でありスペック上の類似点も多い。ドキュメントビューア・Intellisync・miniSDカードスロット・ICレコーダー・POP3･SMTP対応メーラーを内蔵しており、USBマスストレージクラスにも対応しminiSDカードリーダーとしても使用可能。
先述の通り指紋センサーを搭載しており、それが従来の端末における十字キーの役割も果たし、設定をすれば決定キーの機能を兼ねることもできる（設定しなくても指紋センサーの真下に決定キーはある）。またストレート型端末としては大きめの2.4インチ液晶を搭載しているためテンキー部分が小さくなっており、操作には多少の慣れが必要である。

## 沿革
- 2005年9月27日 発表
- 2006年1月18日 発売
- 2006年3月9日 ファームウェアVer1.02 公開（PBXとの互換性向上など）
- 2006年6月23日 ファームウェアVer1.10 公開（処理速度の向上など）
- 2006年10月11日 ファームウェアVer1.20 公開（指紋センサー設定の改良など）
- 2007年4月26日 ファームウェアVer1.21 公開（オートダイヤルロックの改善など）